# بوبروونیکی (استان اشوی‌داشکسیه)
بوبروونیکی (به لهستانی: Bobrowniki) یک منطقهٔ مسکونی در لهستان است که در گمینا کلوچوسکو واقع شده‌است.